# Urgleptes obscurellus
Urgleptes obscurellus là một loài bọ cánh cứng trong họ Cerambycidae.